# Rennrodel-Europameisterschaften 1980
Die Rennrodel-Europameisterschaften 1980 fanden vom 19. bis 20. Januar im italienischen Olang statt, an der Sportler aus zwölf Ländern teilnahmen. Olang war nach 1975 zum zweiten Mal Austragungsort dieses Wettbewerbes. Bei den Männern, dominierten die Italiener im Einsitzerwettbewerb auf ihrer Heimbahn und feiert einen vierfach Triumph. Die beiden anderen Wettbewerbe gewannen die Rodler aus der DDR, wobei Melitta Sollmann ihren Titel aus dem Vorjahr erfolgreich verteidigen konnte.

## Einsitzer der Frauen
| Platz | Sportler             | Land | Lauf 1 | Lauf 2 | Lauf 3 | Lauf 4 | Gesamtzeit Rückstand |
| ----- | -------------------- | ---- | ------ | ------ | ------ | ------ | -------------------- |
| 1     | Melitta Sollmann     | GDR  | 38,158 | 38,187 | 38,365 | 38,505 | 2:33,215             |
| 2     | Marie-Luise Rainer   | ITA  | 38,256 | 38,570 | 38,602 | 38,682 | 2:34,110 / +0,895    |
| 3     | Ilona Brand          | GDR  | 38,386 | 38,520 | 38,595 | 38,881 | 2:34,382 / +1,167    |
| 4     | Astra Ribena         | URS  | –      | –      | –      | –      | 2:35,345 / +2,130    |
| 5     | Elisabeth Demleitner | FRG  | –      | –      | –      | –      | 2:35,709 / +2,494    |
| 6     | Mária Jasenčáková    | TCH  | –      | –      | –      | –      | 2:35,975 / +2,760    |

## Einsitzer der Männer
| Platz | Sportler         | Land | Lauf 1 | Lauf 2 | Lauf 3 | Lauf 4 | Gesamtzeit Rückstand |
| ----- | ---------------- | ---- | ------ | ------ | ------ | ------ | -------------------- |
| 1     | Karl Brunner     | ITA  | 45,243 | 45,192 | 45,344 | 45,013 | 3:00,792             |
| 2     | Paul Hildgartner | ITA  | 45,427 | 45,287 | 45,573 | 45,360 | 3:01,647 / +0,855    |
| 3     | Ernst Haspinger  | ITA  | 45,396 | 45,459 | 45,744 | 45,453 | 3:02,052 / +1,260    |
| 4     | Hansjörg Raffl   | ITA  | –      | –      | –      | –      | 3:02,501 / +1,709    |
| 5     | Michael Walter   | GDR  | –      | –      | –      | –      | 3:03,459 / +2,667    |
| 6     | Bernhard Glass   | GDR  | –      | –      | –      | –      | 3:03,919 / +3,127    |
| 9     | Uwe Handrich     | GDR  | –      | –      | –      | –      | 3:04,766 / +3,974    |

## Doppelsitzer der Männer
| Platz | Sportler                        | Land | Lauf 1 | Lauf 2 | Gesamtzeit Rückstand |
| ----- | ------------------------------- | ---- | ------ | ------ | -------------------- |
| 1     | Hans Rinn Norbert Hahn          | GDR  | 38,620 | 38,480 | 1:17,100             |
| 2     | Bernd Hahn Ulrich Hahn          | GDR  | 38,689 | 39,122 | 1:17,811 / +0,711    |
| 3     | Hans Brandner Balthasar Schwarm | FRG  | 39,013 | 39,221 | 1:18,234 / +1,134    |
| 4     | Anton Winkler Anton Wembacher   | FRG  | –      | –      | 1:18,337 / +1,237    |
| 5     | Hansjörg Raffl Alfred Silginer  | ITA  | –      | –      | 1:18,550 / +1,450    |
| 6     | Jindřich Zeman Vladimír Resl    | TCH  | –      | –      | 1:18,657 / +1,557    |

–  ... keine Laufzeiten vorhanden

## Medaillenspiegel
| Platz | Land                            | Gold | Silber | Bronze | Gesamt |
| ----- | ------------------------------- | ---- | ------ | ------ | ------ |
| 1     | Deutsche Demokratische Republik | 2    | 1      | 1      | 4      |
| 2     | Italien                         | 1    | 2      | 1      | 4      |
| 3     | BR Deutschland                  | –    | –      | 1      | 1      |